# Seraj Haqqani
Pour les articles homonymes, voir Haqqani.
Sirajuddin Haqqani (pachto : سراج‌الدین حقانی) ou Seraj Haqqani (pachto : سراج‌ حقانی), né entre 1973 et 1980,, est un militaire et homme politique afghan, dirigeant du « réseau Haqqani ». 
Son réseau se situe au Waziristan du Nord dans les régions tribales du Pakistan. Il est soupçonné de fournir un abri à Al-Qaïda. Il fait partie de la « Choura de Quetta », l'organe dirigeant des taliban. 
Les États-Unis font régulièrement pression sur le Pakistan pour qu'il accentue sa pression militaire contre le réseau Haqqani, ainsi que sur les autres mouvements taliban basés au Waziristan du Nord, qui se servent de cette zone comme d'une base arrière pour mener des actions en Afghanistan. Le réseau Haqqani, à l'inverse d'autres mouvements taliban (comme le TTP), n'est pas en guerre contre les forces armées pakistanaises.
Objet de cinq tentatives d'assassinat ciblé, les frappes de drones américaines supposées le tuer ont entraîné la mort d'au moins 82 civils.
Le 7 septembre 2021, alors qu'il est toujours officiellement recherché par le FBI pour interrogatoire (au sujet du premier attentat de l'hôtel Serena (en) de Kaboul qu'il a revendiqué) et que le département d’État américain offre une récompense de 10 millions de dollars pour sa capture, Seraj Haqqani est nommé au poste clé de ministre de l'Intérieur (en) de l'émirat islamique d'Afghanistan dans le gouvernement intérimaire de Mohammad Hassan Akhund,. 
Le 5 mars 2022, il fait la première apparition publique de sa carrière à l'occasion d'une cérémonie de remise des diplômes à l'académie de police de Kaboul.